# سارهای آسیایی
سارهای آسیایی (نام علمی: Agropsar) نام یک سرده از تیره ساران است که در قاره آسیا زندگی می‌کنند.

## گونه‌ها
- سار پشت‌بنفش، (Agropsar sturninus)
- سار گونه‌بلوطی،  Agropsar philippensis